# Az Amerikai Egyesült Államok az 1936. évi téli olimpiai játékokon
Az Amerikai Egyesült Államok a németországi Garmisch-Partenkirchenben megrendezett 1936. évi téli olimpiai játékok egyik részt vevő nemzete volt. Az országot az olimpián 8 sportágban 55 sportoló képviselte, akik összesen 4 érmet szereztek.

## Érmesek
| Érem  | Versenyző | Sportág        | Versenyszám  |
| ----- | --- | -------------- | ------------ |
| Arany | Ivan Brown Alan Washbond | Bob            | Férfi kettes |
| Bronz | Gilbert Colgate Richard Lawrence | Bob            | Férfi kettes |
| Bronz | Leo Freisinger | Gyorskorcsolya | Férfi 500 m  |
| Bronz | Nemzeti válogatott John Garrison Fred Kammer Phil LaBatte John Lax Tom Moon Elbridge Ross Paul Rowe Francis Shaughnessy Gordon Smith Frank Spain Frank Stubbs | Jégkorong      | Férfi        |

## Alpesisí
Férfi
| Versenyző             | Versenyszám | Lesiklás | Lesiklás | Lesiklás | Műlesiklás | Műlesiklás | Műlesiklás    | Műlesiklás    | Műlesiklás | Műlesiklás | Műlesiklás | Összesítés | Összesítés |
| Versenyző             | Versenyszám | Lesiklás | Lesiklás | Lesiklás | 1. futam   | 1. futam   | 2. futam      | 2. futam      | Össz.      | Össz.      | Össz.      | Összesítés | Összesítés |
| Versenyző             | Versenyszám | Idő      | Pont     | Hely.    | Idő        | Hely.      | Idő           | Hely.         | Idő        | Pont       | Hely.      | Pont       | Helyezés   |
| --------------------- | ----------- | -------- | -------- | -------- | ---------- | ---------- | ------------- | ------------- | ---------- | ---------- | ---------- | ---------- | ---------- |
| Dick Durrance, Jr.    | Összetett   | 5:16,2   | 90,89    | 11.      | 1:26,4     | 8.         | 1:26,9        | 9.            | 2:53,3     | 84,59      | 8.         | 87,74      | 10.        |
| Robert Livermore, Jr. | Összetett   | 6:04,4   | 78,87    | 29.      | 1:37,5     | 24.        | 1:36,7        | 19.           | 3:14,2     | 75,49      | 20.        | 77,18      | 23.        |
| George Page           | Összetett   | 5:42,8   | 83,84    | 18.      | 1:25,7     | 6.         | 1:33,4        | 16.           | 2:59,1     | 81,85      | 14.        | 82,85      | 13.        |
| Link Washburn         | Összetett   | 6:30,8   | 73,54    | 37.      | 1:56,7     | 39.        | nem ért célba | nem ért célba | kiesett    | kiesett    | kiesett    | kiesett    | kiesett    |

Női
| Versenyző            | Versenyszám | Lesiklás | Lesiklás | Lesiklás | Műlesiklás | Műlesiklás | Műlesiklás    | Műlesiklás    | Műlesiklás | Műlesiklás | Műlesiklás | Összesítés | Összesítés |
| Versenyző            | Versenyszám | Lesiklás | Lesiklás | Lesiklás | 1. futam   | 1. futam   | 2. futam      | 2. futam      | Össz.      | Össz.      | Össz.      | Összesítés | Összesítés |
| Versenyző            | Versenyszám | Idő      | Pont     | Hely.    | Idő        | Hely.      | Idő           | Hely.         | Idő        | Pont       | Hely.      | Pont       | Helyezés   |
| -------------------- | ----------- | -------- | -------- | -------- | ---------- | ---------- | ------------- | ------------- | ---------- | ---------- | ---------- | ---------- | ---------- |
| Mary Bird            | Összetett   | 8:32,4   | 59,41    | 33.      | 2:38,9     | 32.        | nem ért célba | nem ért célba | kiesett    | kiesett    | kiesett    | kiesett    | kiesett    |
| Helen Boughton-Leigh | Összetett   | 7:17,4   | 69,59    | 25.      | 1:46,7     | 17.        | 1:50,8        | 15.           | 3:37,5     | 65,33      | 18.        | 67,46      | 21.        |
| Clarita Heath        | Összetett   | 7:39,2   | 66,29    | 30.      | 2:25,4     | 29.        | 2:00,3        | 23.           | 4:25,7     | 53,48      | 27.        | 59,89      | 27.        |
| Elizabeth Woolsey    | Összetett   | 6:12,8   | 81,65    | 14.*     | 2:00,8     | 24.        | 2:09,3        | 27.*          | 4:10,1     | 56,82      | 25.        | 69,24      | 19.        |

* - egy másik versenyzővel azonos eredményt ért el

## Bob
| Versenyző                                               | Versenyszám | 1. futam | 1. futam | 2. futam | 2. futam | 3. futam | 3. futam | 4. futam | 4. futam | Összesítés | Összesítés |
| Versenyző                                               | Versenyszám | Idő      | Hely.    | Idő      | Hely.    | Idő      | Hely.    | Idő      | Hely.    | Idő        | Helyezés   |
| ------------------------------------------------------- | ----------- | -------- | -------- | -------- | -------- | -------- | -------- | -------- | -------- | ---------- | ---------- |
| Ivan Brown Alan Washbond                                | Kettes      | 1:22,50  | 1.       | 1:21,02  | 2.       | 1:25,39  | 3.       | 1:20,38  | 2.       | 5:29,29    |            |
| Gilbert Colgate Richard Lawrence                        | Kettes      | 1:25,06  | 2.       | 1:21,94  | 3.       | 1:24,80  | 2.       | 1:22,16  | 3.       | 5:33,96    |            |
| Hubert Stevens Crawford Merkel Robert Martin John Shene | Négyes      | 1:25,61  | 8.*      | 1:19,17  | 2.       | 1:20,51  | 3.       | 1:18,84  | 2.       | 5:24,13    | 4.         |
| Francis Tyler James Bickford Richard Lawrence Max Bly   | Négyes      | 1:25,61  | 8.*      | 1:23,85  | 10.      | 1:20,22  | 2.       | 1:19,32  | 5.       | 5:29,00    | 6.         |

* - egy másik csapattal azonos eredményt ért el

## Északi összetett
| Versenyző         | Sífutás | Sífutás | Sífutás | Síugrás  | Síugrás  | Síugrás  | Síugrás  | Síugrás | Síugrás | Összesítés | Összesítés |
| Versenyző         | Sífutás | Sífutás | Sífutás | 1. ugrás | 1. ugrás | 2. ugrás | 2. ugrás | Össz.   | Össz.   | Összesítés | Összesítés |
| Versenyző         | Idő     | Pont    | Hely.   | Távolság | Pont     | Távolság | Pont     | Pont    | Hely.   | Pont       | Helyezés   |
| ----------------- | ------- | ------- | ------- | -------- | -------- | -------- | -------- | ------- | ------- | ---------- | ---------- |
| Edward Blood      | 1:33:45 | 142,4   | 42.     | 44,0     | 92,1     | 43,0     | 91,0     | 183,1   | 26.     | 325,5      | 37.        |
| Karl Magnus Satre | 1:25:56 | 181,8   | 24.     | 39,0     | 86,1     | 41,0     | 87,9     | 174,0   | 35.     | 355,8      | 27.        |
| Paul Ottar Satre  | 1:36:27 | 129,4   | 45.     | 48,5     | 53,4     | 53,0     | 91,1     | 144,5   | 44.     | 273,9      | 44.        |
| Berger Torrissen  | 1:29:08 | 165,3   | 29.     | 45,0     | 96,2     | 44,0     | 94,0     | 190,2   | 19.     | 355,5      | 28.        |

## Gyorskorcsolya
| Versenyző       | Versenyszám | Eredmény      | Helyezés      |
| --------------- | ----------- | ------------- | ------------- |
| Leo Freisinger  | 500 m       | 44,0          |               |
| Leo Freisinger  | 1500 m      | 2:21,3        | 4.            |
| Del Lamb        | 500 m       | 44,2          | 5.            |
| Robert Petersen | 500 m       | 45,0          | 11.*          |
| Robert Petersen | 1500 m      | 2:25,4        | 17.           |
| Robert Petersen | 5000 m      | 8:46,5        | 11.           |
| Robert Petersen | 10 000 m    | nem ért célba | nem ért célba |
| Allan Potts     | 500 m       | 44,8          | 6.*           |
| Allan Potts     | 1500 m      | 2:31,2        | 32.           |
| Eddie Schroeder | 1500 m      | 2:24,3        | 12.*          |
| Eddie Schroeder | 5000 m      | 8:49,1        | 15.           |
| Eddie Schroeder | 10 000 m    | 17:52,0       | 8.            |

* - egy másik versenyzővel azonos eredményt ért el

## Jégkorong

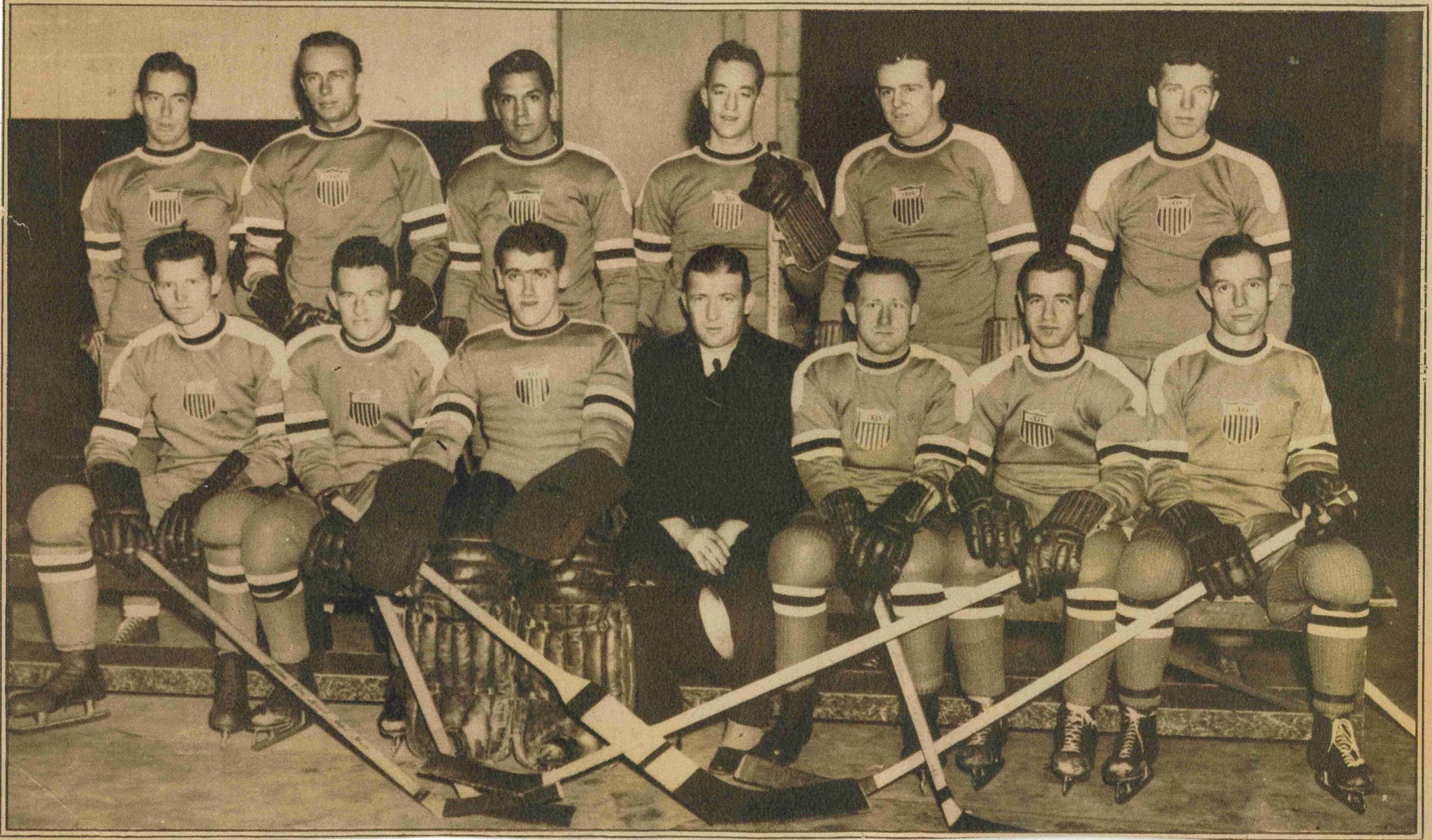
Az amerikai jégkorong-válogatott fényképe, a The New York Times 1936. január 5-i kiadásában.

| Amerikai férfi jégkorongcsapat-játékoskeret                                        | Amerikai férfi jégkorongcsapat-játékoskeret                                   |
| ---------------------------------------------------------------------------------- | ----------------------------------------------------------------------------- |
| - John Garrison - Fred Kammer - Phil LaBatte - John Lax - Tom Moon - Elbridge Ross | - Paul Rowe - Francis Shaughnessy - Gordon Smith - Frank Spain - Frank Stubbs |

### Eredmények
Csoportkör
B csoport
| Csapat           | M | Gy | D | V | G+ | G– | Gk | P |
| ---------------- | - | -- | - | - | -- | -- | -- | - |
| Egyesült Államok | 3 | 2  | 0 | 1 | 5  | 2  | +3 | 4 |
| Németország      | 3 | 2  | 0 | 1 | 5  | 1  | +4 | 4 |
| Svájc            | 3 | 1  | 0 | 2 | 1  | 5  | –4 | 2 |
| Olaszország      | 3 | 1  | 0 | 2 | 2  | 5  | –3 | 2 |

| 1936. február 6. | Németország (GER) | 0 – 1 (0–1, 0–0, 0–0) | Egyesült Államok | Garmisch-Partenkirchen |

|  |  |  |  |  |
|  |  |  |  |  |
|  |  |  |  |  |
|  |  |  |  |  |

| 1936. február 7. | Egyesült Államok (USA) | 3 – 0 (0–0, 3–0, 0–0) | Svájc | Garmisch-Partenkirchen |

|  |  |  |  |  |
|  |  |  |  |  |
|  |  |  |  |  |
|  |  |  |  |  |

| 1936. február 8. | Egyesült Államok (USA) | 1 – 2 (0–0, 0–0, 1–1, 0–0, 0–1) | Olaszország | Garmisch-Partenkirchen |

|  |  |  |  |  |
|  |  |  |  |  |
|  |  |  |  |  |
|  |  |  |  |  |

Középdöntő
B csoport
| Csapat           | M | Gy | D | V | G+ | G– | Gk | P |
| ---------------- | - | -- | - | - | -- | -- | -- | - |
| Egyesült Államok | 3 | 3  | 0 | 0 | 5  | 1  | +4 | 6 |
| Csehszlovákia    | 3 | 2  | 0 | 1 | 6  | 4  | +2 | 4 |
| Svédország       | 3 | 1  | 0 | 2 | 3  | 6  | –3 | 2 |
| Ausztria         | 3 | 0  | 0 | 3 | 1  | 4  | –3 | 0 |

| 1936. február 11. | Egyesült Államok (USA) | 2 – 0 (0–0, 2–0, 0–0) | Csehszlovákia | Garmisch-Partenkirchen |

|  |  |  |  |  |
|  |  |  |  |  |
|  |  |  |  |  |
|  |  |  |  |  |

| 1936. február 12. | Egyesült Államok (USA) | 1 – 0 (0–0, 1–0, 0–0) | Ausztria | Garmisch-Partenkirchen |

|  |  |  |  |  |
|  |  |  |  |  |
|  |  |  |  |  |
|  |  |  |  |  |

| 1936. február 13. | Egyesült Államok (USA) | 2 – 1 (0–0, 1–1, 0–0) | Svédország | Garmisch-Partenkirchen |

|  |  |  |  |  |
|  |  |  |  |  |
|  |  |  |  |  |
|  |  |  |  |  |

Négyes döntő
| 1936. február 11. | Egyesült Államok (USA) | 2 – 0 (0–0, 2–0, 0–0) | Csehszlovákia | Garmisch-Partenkirchen |

|  |  |  |  |  |
|  |  |  |  |  |
|  |  |  |  |  |
|  |  |  |  |  |

| 1936. február 15. | Nagy-Britannia (GBR) | 0 – 0 (0–0, 0–0, 0–0, 0–0, 0–0, 0–0) | Egyesült Államok | Garmisch-Partenkirchen |

|  |  |  |  |  |
|  |  |  |  |  |
|  |  |  |  |  |
|  |  |  |  |  |

| 1936. február 16. | Kanada (CAN) | 1 – 0 (1–0, 0–0, 0–0) | Egyesült Államok | Garmisch-Partenkirchen |

|  |  |  |  |  |
|  |  |  |  |  |
|  |  |  |  |  |
|  |  |  |  |  |

Végeredmény
| Csapat           | M | Gy | D | V | G+ | G– | Gk  | P |
| ---------------- | - | -- | - | - | -- | -- | --- | - |
| Nagy-Britannia   | 3 | 2  | 1 | 0 | 7  | 1  | +6  | 5 |
| Kanada           | 3 | 2  | 0 | 1 | 9  | 2  | +7  | 4 |
| Egyesült Államok | 3 | 1  | 1 | 1 | 2  | 1  | +1  | 3 |
| Csehszlovákia    | 3 | 0  | 0 | 3 | 0  | 14 | –14 | 0 |

| Csapat           | Helyezés |
| ---------------- | -------- |
| Egyesült Államok |          |

## Műkorcsolya
| Versenyző                  | Versenyszám  | Kötelező elemek   | Kötelező elemek | Kűr               | Kűr   | Összesítés                     | Összesítés                     | Összesítés                     | Összesítés                     | Összesítés                     | Összesítés                     | Összesítés                     | Összesítés                     | Összesítés                     | Összesítés        | Összesítés  | Összesítés | Összesítés |
| Versenyző                  | Versenyszám  | Kötelező elemek   | Kötelező elemek | Kűr               | Kűr   | Helyezési pontszámok bírónként | Helyezési pontszámok bírónként | Helyezési pontszámok bírónként | Helyezési pontszámok bírónként | Helyezési pontszámok bírónként | Helyezési pontszámok bírónként | Helyezési pontszámok bírónként | Helyezési pontszámok bírónként | Helyezési pontszámok bírónként | Több. hely. száma | Hely. össz. | Pont       | Helyezés   |
| Versenyző                  | Versenyszám  | Több. hely. száma | Hely.           | Több. hely. száma | Hely. | 1                              | 2                              | 3                              | 4                              | 5                              | 6                              | 7                              | 8                              | 9                              | Több. hely. száma | Hely. össz. | Pont       | Helyezés   |
| -------------------------- | ------------ | ----------------- | --------------- | ----------------- | ----- | ------------------------------ | ------------------------------ | ------------------------------ | ------------------------------ | ------------------------------ | ------------------------------ | ------------------------------ | ------------------------------ | ------------------------------ | ----------------- | ----------- | ---------- | ---------- |
| Robin Lee                  | Férfi egyéni | 6×13+             | 13.             | 4×13+             | 13.   | 8,0                            | 13,0                           | 8,0                            | 9,0                            | 13,0                           | 15,0                           | 14,0                           |                                |                                | 5×13+             | 80,0        | 2541,0     | 12.        |
| Erle Reiter                | Férfi egyéni | 5×12+             | 12.             | 4×18+             | 17.   | 12,0                           | 10,0                           | 10,0                           | 13,0                           | 18,0                           | 16,0                           | 16,0                           |                                |                                | 4×13+             | 95,0        | 2470,3     | 13.        |
| George Hill                | Férfi egyéni | 5×19+             | 18.             | 7×23+             | 23.   | 17,0                           | 21,0                           | 21,0                           | 22,0                           | 22,0                           | 21,0                           | 24,0                           |                                |                                | 4×21+             | 148,0       | 2275,8     | 22.        |
| Maribel Vinson             | Női egyéni   | 4×6+              | 7.              | 5×7+              | 7.    | 3,0                            | 3,0                            | 9,0                            | 7,0                            | 4,0                            | 8,0                            | 5,0                            |                                |                                | 4×5+              | 39,0        | 2720,9     | 5.         |
| Audrey Peppe               | Női egyéni   | 4×18+             | 18.             | 6×10+             | 8.    | 10,0                           | 11,0                           | 13,0                           | 13,0                           | 10,0                           | 13,0                           | 15,0                           |                                |                                | 6×13+             | 85,0        | 2542,9     | 12.        |
| Louise Weigel              | Női egyéni   | 4×21+             | 22.             | 6×21+             | 21.   | 16,0                           | 21,0                           | 20,0                           | 20,0                           | 21,0                           | 21,0                           | 21,0                           |                                |                                | 7×21+             | 140,0       | 2354,8     | 21.        |
| Estelle Weigel             | Női egyéni   | 7×23+             | 23.             | 6×22+             | 22.   | 22,0                           | 19,0                           | 22,0                           | 22,0                           | 22,0                           | 22,0                           | 22,0                           |                                |                                | 7×22+             | 151,0       | 2271,8     | 22.        |
| Maribel Vinson George Hill | Páros        |                   |                 |                   |       | 2,0                            | 6,0                            | 5,0                            | 6,0                            | 5,0                            | 4,0                            | 7,0                            | 6,5                            | 5,0                            | 5×5+              | 46,5        | 93,4       | 5.         |
| Grace Madden James Madden  | Páros        |                   |                 |                   |       | 7,0                            | 13,0                           | 14,0                           | 11,0                           | 9,0                            | 11,0                           | 11,0                           | 9,0                            | 10,0                           | 7×11+             | 95,0        | 81,7       | 11.        |

## Sífutás
| Versenyző                                                  | Versenyszám     | Eredmény | Helyezés |
| ---------------------------------------------------------- | --------------- | -------- | -------- |
| Warren Chivers                                             | 18 km           | 1:30:25  | 48.      |
| Richard Parsons                                            | 18 km           | 1:30:09  | 46.      |
| Richard Parsons                                            | 50 km           | 4:11:08  | 29.      |
| Berger Torrissen                                           | 50 km           | 4:07:44  | 27.      |
| Berger Torrissen                                           | 18 km           | 1:29:08  | 45.      |
| Karl Magnus Satre                                          | 18 km           | 1:25:56  | 34.      |
| Karl Magnus Satre                                          | 50 km           | 3:58:45  | 18.      |
| Nils Backstrom                                             | 50 km           | 4:29:30  | 33.      |
| Birger Torrissen Warren Chivers Richard Parsons Karl Satre | 4 × 10 km váltó | 3:06:26  | 11.      |

## Síugrás
| Versenyző       | 1. ugrás | 1. ugrás | 1. ugrás | 2. ugrás | 2. ugrás | 2. ugrás | Összesítés | Összesítés |
| Versenyző       | Távolság | Pont     | Hely.    | Távolság | Pont     | Hely.    | Pont       | Helyezés   |
| --------------- | -------- | -------- | -------- | -------- | -------- | -------- | ---------- | ---------- |
| Walter Bietila  | 66,5     | 100,4    | 24.*     | 63,5     | 94,8     | 34.      | 195,2      | 30.        |
| Sverre Fredheim | 73,5     | 107,7    | 10.      | 73,0     | 106,4    | 10.      | 214,1      | 11.        |
| Roy Mikkelsen   | 69,5     | 102,0    | 18.*     | 68,0     | 100,6    | 25.      | 202,6      | 23.        |
| Caspar Oimoen   | 71,5     | 100,5    | 23.      | 72,5     | 107,1    | 9.       | 207,6      | 13.        |

* - egy másik versenyzővel azonos eredményt ért el